# Birmingham bandája
A Birmingham bandája (ismertebb, eredeti cím: Peaky Blinders) brit történelmi bűnügyi drámasorozat, melyet Steven Knight alkotott meg.
Az angliai Birminghamben játszódó történet a Peaky Blinders (Pengesapkások) néven hírhedt Shelby bűnözőcsalád történetét dolgozza fel a 20. század első évtizedeiben, az első világháború befejeződésével kezdődően. A fiktív családot részben a valóban létező Peaky Blinders nevű, 19. századi utcai bűnbandáról nevezték el és mintázták. Nevüket sajátos szokásukról kapták: tányérsapkájuk ellenzőjébe fegyverként, pl. ellenségeik megvakítására használt borotvapengéket varrtak – ezt a fegyvert a sorozatbeli szereplők is használják. A sorozatbeli banda rangidős tagjait, vagyis a főszereplőket Cillian Murphy, Helen McCrory és Paul Anderson alakítja.
A sorozatból 2020-ig öt évad készült el. Knight hat évad legyártását tervezi és elmondása alapján a második világháború legelső birminghami légvédelmi riadójával szándékozik lezárni a történetet. A Birmingham bandája pozitív kritikákat kapott, kiemelve a forgatókönyvet, a színészi alakításokat, az operatőri munkát és a látványvilágot.

## Áttekintés
Az első évad 1919-ben kezdődik, a Nagy Háború befejeződése után néhány hónappal. A sztori középpontjában a Shelby-családhoz köthető Peaky Blinders (Pengesapkások) bűnbanda, valamint annak a háborúból visszatért, karizmatikus és nagyravágyó vezére, Thomas "Tommy" Shelby (Cillian Murphy) áll. A banda tevékenysége felkelti Chester Campbell őrnagy (Sam Neill), az Ír Királyi Rendőrségnek dolgozó nyomozó főfelügyelőnek a figyelmét. Campbellt személyesen Winston Churchill küldte Belfastból Birminghambe, az IRA tagjai, a kommunisták és a bűnszervezetek elleni harc keretén belül. A felügyelő legfontosabb feladata azoknak a (Shelbyék által ellopott) fegyvereknek az előkerítése, melyeket eredetileg Líbiába küldtek volna. Az első évad végén a Peaky Blinders tagjai megkísérlik megkaparintani Billy Kimber lóversenyekkel foglalkozó fogadóirodáját.
A második évadban a Shelbyk igyekszenek kiterjeszteni befolyásukat Birminghamen túlra, Londonra is, összetűzésbe kerülve az ottani bűnszervezetekkel, Campbell őrnagy folyamatos megfigyelése alatt. A történet 1921-ben kezdődik és az 1922-es Epsom Derbyn éri el tetőpontját. 
Az 1924-től induló harmadik évadban az immár házas embernek számító Tommy és családja egy még veszélyesebb világba csöppen, amikor nemzetközi terjeszkedésbe kezdenek. 
A negyedik évad 1925 karácsonyán kezdődik, megjeleníti az 1926 májusában lezajló általános sztrájkot és Tommy 1927-es parlamenti képviselővé választásával ér véget.
Az ötödik évad kiindulópontja az 1929. október 29-i fekete kedd és Oswald Mosley brit fasiszta politikus gyűlésének másnapján, 1929. december 7-én ér véget.

## Szereplők
(a sorozatbeli első megjelenés alapján)

### Főszereplők
Első évad
- Cillian Murphy – Thomas "Tommy" Shelby OBE, DCM, MM, később parlamenti képviselő; a Peaky Blinders kitüntetett háborús veterán vezére.
- Helen McCrory – Elizabeth "Polly" Gray (lánykori nevén Shelby); Tommy és testvéreinek nagynénje, a Peaky Blinders kincstárnoka.
- Paul Anderson – Arthur Shelby, Jr.; háborús veterán, a legidősebb Shelby-testvér.
- Sam Neill – Chester Campbell őrnagy/nyomozó főfelügyelő (1–2. évad); Belfastból érkező ír protestáns rendőr.
- Annabelle Wallis – Grace Burgess (később Shelby, 1–3. és 5. évad); beépített ügynökként dolgozó ír protestáns, majd Tommy felesége.
- Joe Cole – John Shelby (1–4. évad); háborús veterán, a harmadik legfiatalabb Shelby-testvér.
- Sophie Rundle – Ada Thorne (lánykori nevén Shelby); a Shelby-fivérek egyetlen lánytestvére.
- Iddo Goldberg – Freddie Thorne; háborús veterán kommunista, Ada férje.
- Ned Dennehy – Charlie Strong; kikötőtulajdonos, a Shelby-testvérek nagybátyja.
- Benjamin Zephaniah – Jeremiah 'Jimmy' Jesus; színes bőrű prédikátor és bandatag.
- Charlie Creed-Miles – Billy Kimber; a helyi lóversenyeket felügyelő gengszter.
- David Dawson – Roberts; Billy Kimber ügyvédje.
- Packy Lee – Johnny Dogs (1–2. évad visszatérő, 3–5. évad főszereplő); Tommy Shelby cigány barátja.
- Aimee-Ffion Edwards – Esme (Lee) Shelby (1–2. évad visszatérő, 3–4. évad főszereplő), John Shelby felesége.
- Natasha O’Keeffe – Lizzie Stark (később Shelby, 1–2. évad visszatérő, 3–5. évad főszereplő); egykori prostituált, Tommy titkárnője, majd felesége és Ruby nevű kislányának édesanyja.
- Ian Peck – Curly (1–3. évad visszatérő, 4–5. évad főszereplő); Charlie Strong együgyű segédje.
- Andy Nyman (visszatérő szereplő 1. évad), Richard McCabe (visszatérő szereplő 2. évad) és Neil Maskell (főszereplő, 5. évad) – Winston Churchill

Második évad
- Finn Cole – Michael Gray (2–5. évad), Polly fia, majd Peaky Blinders-tag.
- Charlotte Riley – May Carleton (2. és 4. évad); tehetős versenyló-tulajdonos özvegyasszony, Tommy szeretője.
- Tom Hardy – Alfred "Alfie" Solomons (2–5. évad); egy Camden Town-i zsidó banda vezére.
- Noah Taylor – Darby Sabini (2. évad); egy Camden Town-i olasz banda vezére.

Harmadik évad
- Paddy Considine – John Hughes atya (3. évad); a brit kormánynak dolgozó pap.
- Alexander Siddig – Ruben Oliver (3. évad); portréfestő, Polly Gray szerelmi partnere.
- Gaite Jansen – Tatjána Petrovna nagyhercegnő (3. évad); orosz hercegnő, Tommy szeretője.
- Dina Korzun – Izabella nagyhercegnő (3. évad); Tatjána Petrovna nagynénje.
- Jan Bijvoet – Leon Petrovna nagyherceg (3. évad); Izabella nagyhercegnő férje.
- Kate Phillips – Linda Shelby (3. évad visszatérő, 4–5. évad főszereplő); Arthur Shelby felesége.

Negyedik évad
- Charlie Murphy – Jessie Eden (4–5. évad); szakszervezeti szervező, Tommy szeretője.
- Adrien Brody – Luca Changretta (4. évad); New York-i olasz maffiózó, aki vérbosszút fogadott a családtagjait megölő Shelbyk ellen.
- Aidan Gillen – Aberama Gold (4–5. évad); a Shelbyk szövetségese, Polly szeretője, később jegyese.
- Jack Rowan – Bonnie Gold (4–5. évad); Aberama Gold bokszbajnok fia.
- Kingsley Ben-Adir – Ben Younger ezredes (4. évad visszatérő, 5. évad főszereplő); fiatal színes bőrű tábornok, Ada szerelme és második gyermekének apja.

Ötödik évad
- Anya Taylor-Joy – Gina Gray (5. évad); Michael Gray amerikai felesége.
- Brian Gleeson – Jimmy McCavern (5. évad); a Billy Boys banda vezetője.
- Sam Claflin – Sir Oswald Mosley (5. évad); fasiszta politikus.
- Cosmo Jarvis – Barney (5. évad); Tommy háborús mesterlövész bajtársa és barátja, akit elmegyógyintézetbe zártak.
- Kate Dickie – apácafőnök (5. évad)
- Andrew Koji – Brilliant Chang (5. évad); kínai gengszter.

### Visszatérő szereplők
Első évad
- Alfie Evans-Meese (1. évad), Harry Kirton (2–5. évad) – Finn Shelby; az ötödik, legfiatalabb Shelby-testvér.
- Tommy Flanagan – Arthur Shelby, Sr. (1. évad); a Shelbyk apja, Polly testvére.
- Samuel Edward-Cook – Danny "Whizz-Bang" Owen (1. évad); Tommy PTSD-ben szenvedő háborús bajtársa.
- Tony Pitts (1−4. évad) – Moss nyomozó; a Peaky Blinders által lefizetett rendőr.
- Kevin Metcalfe – Scudboat (1. évad); Peaky Blinders csatlós.
- Neil Bell – Harry Fenton (1. évad); a The Garrison kocsma kocsmárosa.
- Lobo Chan – Mr. Zhang (1. évad); kínai ruhatisztító és bordélyház-üzlettulajdonos.
- Tom Vaughan-Lawlor – Malacki Byrne (1. évad); IRA-tag.
- Jeffrey Postlethwaite – Henry (1−2. évad); Peaky Blinders csatlós.
- Matthew Postlethwaite – Nipper (1−2. évad); Peaky Blinders csatlós.

Második évad
- Jordan Bolger (2–4. évad), Daryl McCormack (5. évad) – Isaiah Jesus; színes bőrű bandatag, Jeremiah fia.
- Adam El Hagar – Ollie (2. évad); Alfie Solomons jobbkeze.
- Sam Hazeldine – Georgie Sewell (2. évad); Darby Sabini jobbkeze.
- Paul Bullion – Billy Kitchen (2. évad); Black Country bandavezér.
- Rory Keenan – Donal Henry kém (2. évad).
- Simone Kirby – Irene O'Donnell (2. évad); IRA vezető.
- Wanda Opalinska – Rosemary Johnson (2., 4. évad); Michael Gray örökbefogadó anyja.
- Daniel Fearn – King Maine (2., 4. évad); Peaky Blinders csatlós.
- Josh O'Connor – James (2. évad); Ada homoszexuális művész lakótársa és barátja.
- Dorian Lough – Mario (2. évad); olasz klubtulajdonos.
- Allan Hopwood – Abbey Heath (2. évad); Peaky Blinders bandatag.

Harmadik évad
- Stephanie Hyam – Charlotte Murray (3. évad); Michael Gray barátnője.
- Kenneth Colley – Vicente Changretta (3. évad); Luca Changretta apja.
- Bríd Brennan – Audrey Changretta (3–4. évad); Luca Changretta anyja.
- Frances Tomelty – Bethany Boswell (3. évad); idős cigány.
- Richard Brake – Anton Kaledin (3. évad);szovjet kém.
- Alex Macqueen – Patrick Jarvis képviselő (3. évad)
- Ralph Ineson – Connor Nutley (3. évad); lanchesteri gyár művezetője.
- Peter Bankole – William Letso (3. évad); Tommy háborús bajtársa és barátja.
- Richard Dillane – Curran tábornok (3. évad); Grace nagybátyja.
- Dominic Coleman – pap (3. évad)
- Wendy Nottingham – Mary (3. évad); Tommy házvezetőnője.
- Billy Marwood (3. évad) és Jenson Clarke (4–5. évad) – Charles Shelby; Tommy és Grace fia.

Negyedik évad
- Luca Matteo Zizzari – Matteo (4. évad); Luca Changretta embere.
- Jake J. Meniani – Frederico (4. évad); Luca Changretta embere.
- Graeme Hawley – Niall Devlin (4. évad); gyárigazgató.
- Pauline Turner – Frances (series 4−5. évad); Tommy házvezetőnője.
- Donald Sumpter – Arthur Bigge, Stamfordham ura (4. évad); a király magántitkára.
- Jamie Kenna – Billy Mills (4. évad); egykori nehézsúlyú bokszbajnok, gyári munkás.
- Joseph Long – séf (4. évad)
- Andreas Muñoz – Antonio (4. évad); olasz bérgyilkos
- Ethan Picard-Edwards – Billy Shelby (4. évad); Arthur és Linda Shelby fia.
- Dave Simon – Mulchay rendőr (4−5. évad).

Ötödik évad
- Emmett J. Scanlan – Billy Grade (5. évad); egykori focista és énekes, a Peaky Blinders szövetségese.
- Heaven-Leigh Clee – Ruby Shelby (5. évad); Tommy és Lizzie lánya.
- Elliot Cowan – Michael Levitt (5. évad); birminghami újságíró.
- Peter Campion – Mickey Gibbs (5. évad); a The Garrison kocsmárosa.
- Charlene McKenna – Swing százados (5. évad); belfasti IRA-vezér.
- Tim Woodward – Lord Suckerby (5. évad); felsőbírósági bíra.

### Szinkronhangok
| Karakter                | Színész                                             | Szinkronhang[forrás?]                           |
| ----------------------- | --------------------------------------------------- | ----------------------------------------------- |
| Thomas "Tommy" Shelby   | Cillian Murphy                                      | Welker Gábor                                    |
| Elizabeth "Polly" Gray  | Helen McCrory                                       | Hámori Eszter                                   |
| Arthur Shelby           | Paul Anderson                                       | Kárpáti Levente                                 |
| Ada Shelby              | Sophie Rundle                                       | Lamboni Anna                                    |
| John Shelby             | Joe Cole                                            | Szalay Csongor                                  |
| Freddie Thorne          | Iddo Goldberg                                       | Zöld Csaba                                      |
| Grace Burgess           | Annabelle Wallis                                    | Földes Eszter (1. évad) Vadász Bea (2. évad)    |
| Chester Campbell        | Sam Neill                                           | Mihályi Győző                                   |
| Charlie Strong          | Ned Dennehy                                         | Katona Zoltán                                   |
| Jeremiah Jesus          | Benjamin Zephaniah                                  | Szrna Krisztián (1. évad) Szabó Endre (2. évad) |
| Billy Kimber            | Charlie Creed-Miles                                 | Galbenisz Tomasz                                |
| Roberts                 | David Dawson                                        | Joó Gábor                                       |
| Darby Sabini            | Noah Taylor                                         | Szokol Péter                                    |
| Alfred "Alfie" Solomons | Tom Hardy                                           | Király Attila                                   |
| May Carleton            | Charlotte Riley                                     | Ruttkay Laura                                   |
| Michael Gray            | Finn Cole                                           | Czető Ádám                                      |
| Lizzie Stark            | Natasha O'Keeffe                                    | Vajai Flóra                                     |
| Finn Shelby             | Alfie Evans-Meese (1 .évad) Harry Kirton (2. évad-) | Timon Barna (2. évad)                           |

## Évadok

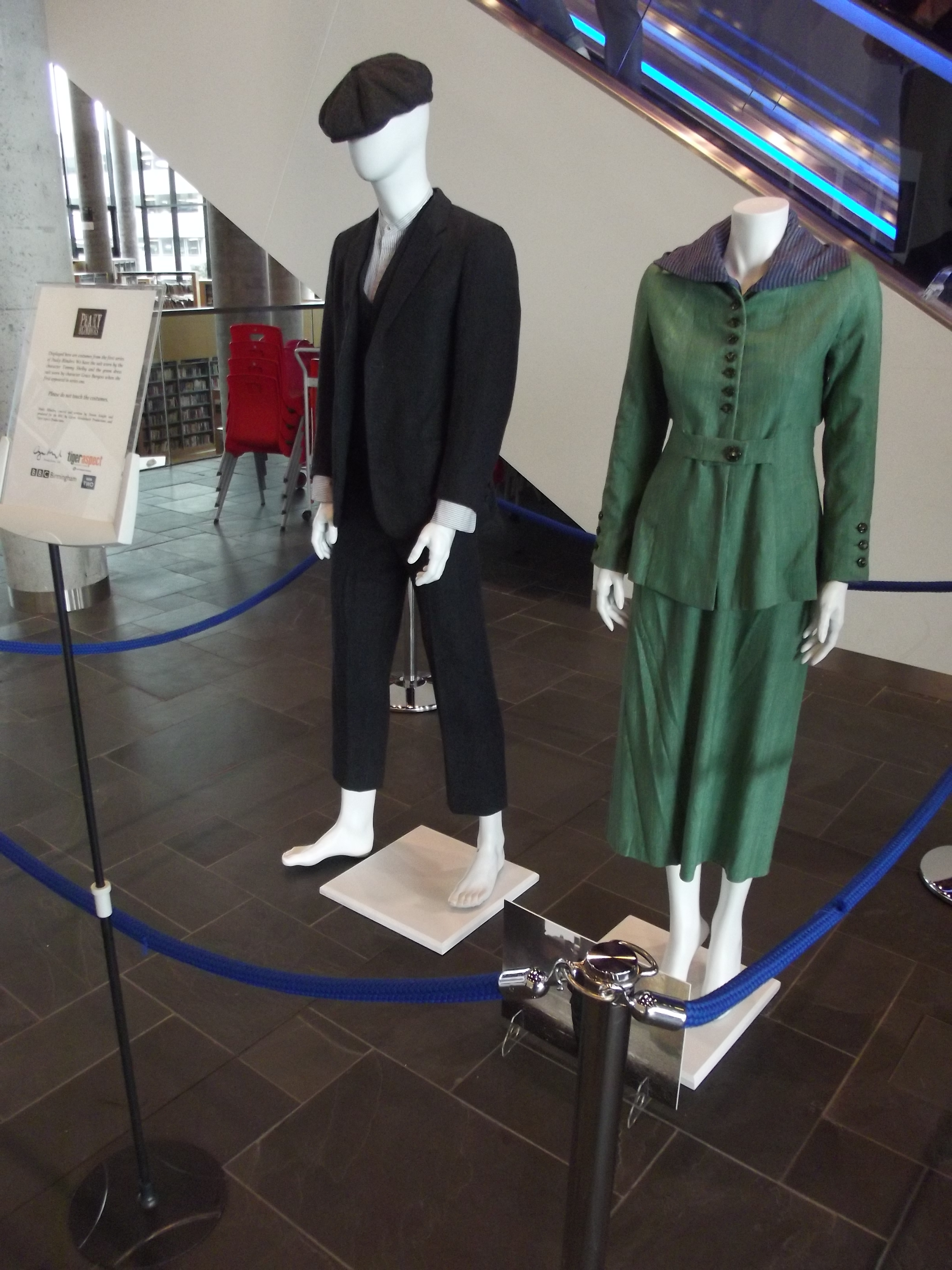
A sorozat első évadjában használt jelmezek a birminghami könyvtár kiállításán.

| Évad | Évad | Epizódok | Eredeti sugárzás     | Eredeti sugárzás     | Eredeti sugárzás | Magyar sugárzás   | Magyar sugárzás   | Magyar sugárzás |
| Évad | Évad | Epizódok | Évadpremier          | Évadfinálé           | Eredeti adó      | Évadpremier       | Évadfinálé        | Magyar adó      |
| ---- | ---- | -------- | -------------------- | -------------------- | ---------------- | ----------------- | ----------------- | --------------- |
|      | 1.   | 6        | 2013. szeptember 12. | 2013. október 11.    | BBC Two          | 2019. október 11. | 2019. október 11. |                 |
|      | 2.   | 6        | 2014. október 2.     | 2014. november 6.    | BBC Two          | 2019. október 11. | 2019. október 11. |                 |
|      | 3.   | 6        | 2016. május 5.       | 2016. június 9.      | BBC Two          | 2019. október 11. | 2019. október 11. |                 |
|      | 4.   | 6        | 2017. november 15.   | 2017. december 20.   | BBC Two          | 2019. október 11. | 2019. október 11. |                 |
|      | 5.   | 6        | 2019. augusztus 25.  | 2019. szeptember 22. | BBC One          | 2019. október 11. | 2019. október 11. |                 |
|      | 6.   | 6        | 2022. február 27.    | 2022. április 3.     | BBC One          | 2022. június 10.  | 2022. június 10.  |                 |

## Fordítás
- Ez a szócikk részben vagy egészben  a   Peaky Blinders (TV series) című angol Wikipédia-szócikk fordításán alapul.  Az eredeti cikk szerkesztőit annak laptörténete sorolja fel. Ez a jelzés csupán a megfogalmazás eredetét és a szerzői jogokat jelzi, nem szolgál a cikkben szereplő információk forrásmegjelöléseként.